# Kulîkivka, Svatove
Kulîkivka (în ucraineană Куликівка) este un sat în așezarea urbană Nîjnea Duvanka din raionul Svatove, regiunea Luhansk, Ucraina.

## Demografie
Componența lingvistică a localității Kulîkivka
     Ucraineană (100%)
Conform recensământului din 2001, toată populația localității Kulîkivka era vorbitoare de ucraineană (100%).